# كأس تونس للكرة الطائرة للرجال 1981–82
كأس تونس للكرة الطائرة للرجال 1981-1982 هو الموسم رقم 26 من كأس تونس للكرة الطائرة للرجال.

فاز بهذا الموسم النادي الرياضي الصفاقسي.

## روابط خارجية
- الموقع الرسمي للجامعة التونسية للكرة الطائرة.